# Thorir Thorbjarnarson
Thorir Gudmundur Thorbjarnarson (nacido en Akureyri, Islandia, el 26 de mayo de 1998) es un jugador de baloncesto islandés que mide 1,98 metros y actualmente juega de escolta en el Tindastóll Sauðárkrókur de la Domino's deildin. Es internacional absoluto con Islandia.

## Trayectoria
Thorbjarnarson es un escolta formado en el K.R. Basket Reykjavík, con el que debutó en 2014 con apenas 16 años en la Úrvalsdeild karla y en el que jugó durante tres temporadas, antes de marcharse a Estados Unidos para ingresar en la Universidad de Nebraska-Lincoln, situada en la ciudad de Lincoln para jugar durante cuatro temporadas la NCAA con los Nebraska Cornhuskers desde 2017 a 2021. 
Tras no ser drafteado en 2021, en abril de 2021 regresa a Islandia para jugar en el K.R. Basket Reykjavík, con el que disputó en seis partidos de temporada regular, promediando 6,7 puntos, 4,0 rebotes y 3,0 asistencias y llegaría hasta las semifinales de la Úrvalsdeild karla. 
En la temporada 2021-22, disputaría 8 partidos de la v con K.R. Basket Reykjavík, en los que promedió 15,9 puntos, 10,5 rebotes y 4,8 asistencias por partido.
El 6 de diciembre de 2021, Thorir firmó con Landstede Hammers de la BNXT League. En la BNXT League 2021-22 promedió 12,3 puntos por partido, 5,2 rebotes y 3,3 asistencias en 31 minutos por encuentro. En cuanto a los porcentajes, logra un 50% en tiros de dos, un 32,4 en lanzamientos triples y un 81 en tiros libres.
El 16 de agosto de 2022, firma por el Oviedo Club Baloncesto de la Liga LEB Oro.
El 24 de julio de 2023, firma por el  Tindastóll Sauðárkrókur de la Domino's deildin.

## Selección Islandesa
Fue un habitual en las categorías inferiores de la selección islandesa. En 2017, disputó el Campeonato FIBA Europa Sub-20 que terminó en octava posición. En el mismo año, debutó con la absoluta de Islandia.